# Garganta la Olla
Garganta la Olla település Spanyolországban, Cáceres tartományban. Garganta la Olla Cuacos de Yuste, Jaraíz de la Vera, Pasarón de la Vera, Piornal, Cabezuela del Valle, Jerte és Aldeanueva de la Vera községekkel határos. Lakosainak száma 883 fő (2024).

## Népesség
A település népessége az elmúlt években az alábbi módon változott:
| Lakosok száma | 1169 | 1153 | 1112 | 1062 | 1023 | 994  | 1010 | 957  | 924  | 883  |
|               | 2001 | 2004 | 2006 | 2009 | 2011 | 2014 | 2016 | 2019 | 2021 | 2024 |